# Georges von Swetlik
Georges von Swetlik, född 1912 i Sankt Petersburg, död 1991 i Ekenäs, var en rysk-finländsk konstnär.
Familjen flydde undan den ryska revolutionen via Konstantinopel och anlände till Finland år 1923. Von Swetlik verkade som konstnär i Finland hela sitt liv, men hans konst baserar sig främst på det klassiska europeiska och det bysantinska måleriet. Han målade också abstrakt och började efter det ett nyskapande figurativt måleri på antika temata.